# Vincenzo Campanari
Vincenzo Campanari (Tuscania, 27 luglio 1772 – Tuscania, 13 giugno 1840) è stato un archeologo e poeta italiano.

## Biografia
Nacque in una famiglia benestante; i genitori gli morirono presto e venne cresciuto da una zia. 
Nel 1798 si sposa con Matilde Persiani dalla quale ebbe tre figli Domenico, Carlo e Secondiano, pochi anni dopo nel 1812 venne a mancare la moglie. Una volta finiti gli studi di lettere e archeologia si trasferì a Roma dove conobbe Francois Marius Granet. 
Nel 1829 iniziò a scavare a Vulci dove trovò molti reperti che furono esposti negli anni seguenti anche al British Museum di Londra. 
Nel 1839 grazie ad alcuni scavi che stava facendo nella necropoli di Carcarello a Tuscania scoprì la Tomba Vipinana, con al suo interno oltre 24 sarcofagi (o 27). Il Campanari espose i sarcofagi ritrovati nel proprio giardino, nella stessa posizione in cui li aveva trovati, creando, di fatto, il primo museo dedicato agli etruschi, che venne ammirato anche dal famoso scrittore George Dennis.
Morì il 13 giugno 1840.